# Santuário Nacional de Cristo Rei
Monumento ao Sagrado Coração de Jesus.
O Santuário Nacional de Cristo Rei, Santuário do Cristo Rei ou, simplesmente, Cristo Rei, é um santuário e monumento religioso dedicado ao Sagrado Coração de Jesus localizado na freguesia do Pragal, no município de Almada, na Área Metropolitana de Lisboa, em Portugal.

## Características

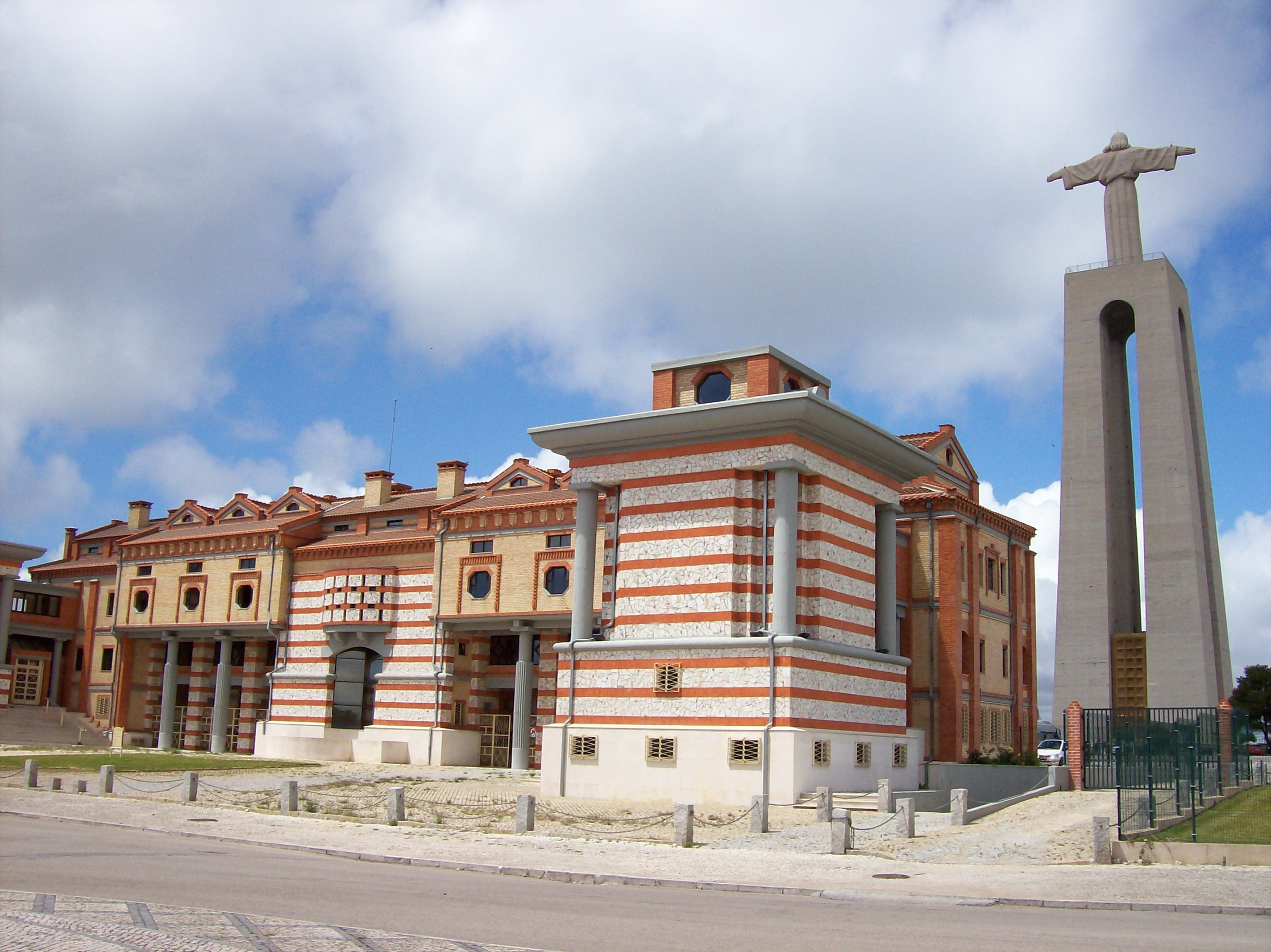
A entrada do Santuário de Cristo Rei

O Santuário Nacional de Cristo Rei situa-se a uma altitude de 133 metros acima do nível do Tejo, sendo constituído por um pórtico projectado pelo arquitecto António Lino, com 75 metros de altura, encimado pela estátua do Santíssimo Redentor de braços abertos voltado para a cidade de Lisboa, com 28 metros de altura, obra do escultor português Francisco Franco de Sousa. O pedestal, incluindo o pórtico, eleva-se a 82 metros de altura. O santuário e monumento a Cristo Rei constitui a maior atracção turística do concelho de Almada.
Este monumento é o melhor miradouro com vista para a cidade de Lisboa, oferecendo uma ampla vista sobre a capital e sobre a Ponte 25 de Abril. Em numerosas reportagens turísticas sobre Lisboa surge o santuário e monumento a Cristo Rei, ex-líbris de Almada.
É uma das mais altas construções de Portugal, com 110 metros de altura.

## História do Santuário
A estátua de Cristo Redentor, existente no Rio de Janeiro, no Brasil, inspirou, em 1934, durante uma visita àquela cidade, o Cardeal-Patriarca de Lisboa de então, Dom Manuel Gonçalves Cerejeira, a construir um monumento similar em Lisboa. No ano de 1936, transmitiu esta ideia ao Movimento do Apostolado da Oração, com uma recepção entusiástica. Seguiu-se a sensibilização de todos os bispos do país, tendo sido obtida a proclamação oficial do desígnio no ano seguinte, na Pastoral Colectiva da Quaresma.

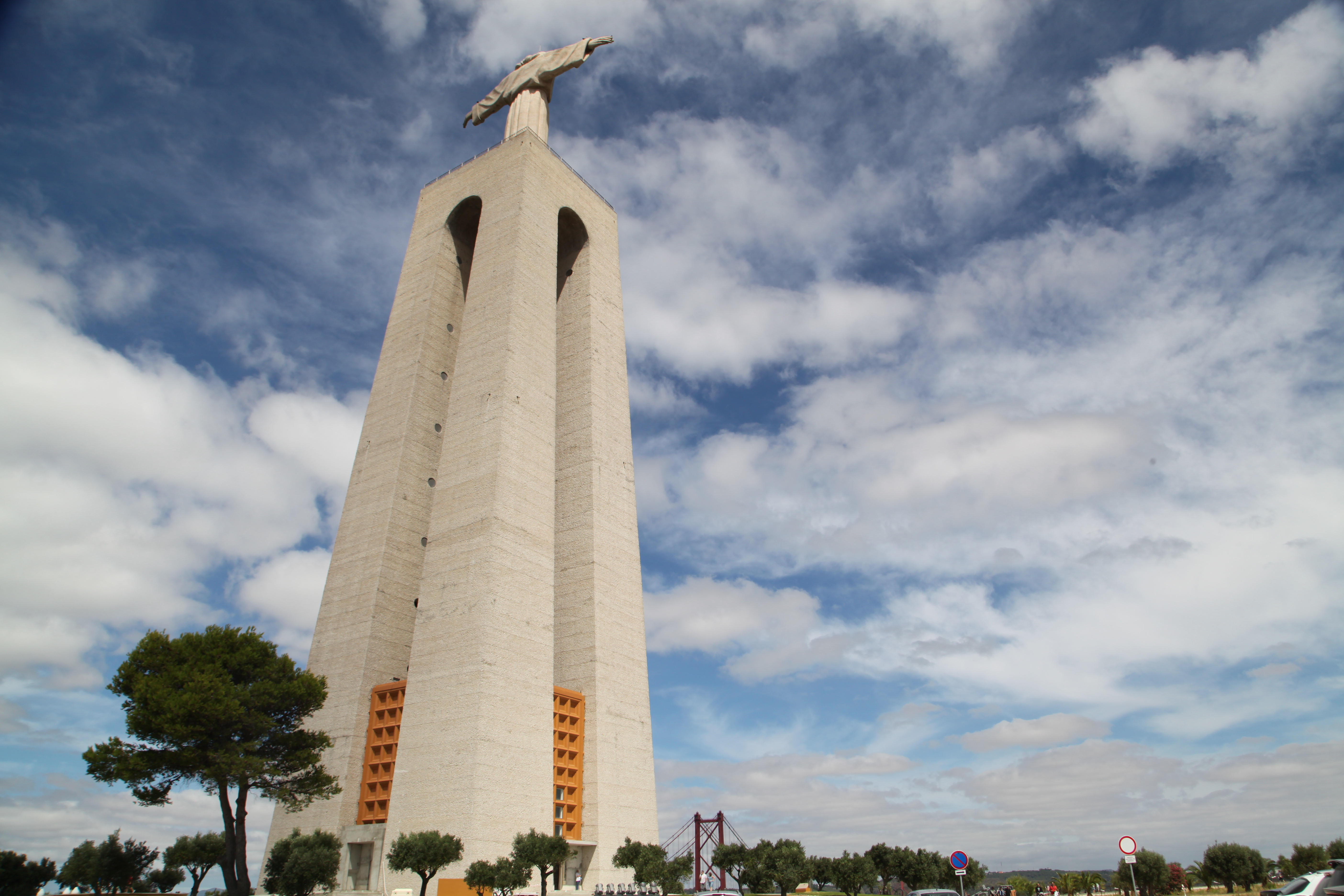
Perspetiva do Santuário de Cristo Rei

O monumento a Cristo Rei foi também edificado em cumprimento de um voto formulado pelo episcopado português reunido em Fátima a 20 de Abril de 1940, pedindo a Deus que livrasse Portugal de participar na Segunda Guerra Mundial. O presidente do Conselho (primeiro-ministro) Salazar, preferiu manter a neutralidade, não tendo Portugal participado na referida guerra.
A primeira pedra da construção do monumento foi lançada em 18 de Dezembro de 1949, após o fim da guerra. Foi inaugurado a 17 de Maio de 1959, dia de Pentecostes, na presença dos cardeais do Rio de Janeiro, de Lourenço Marques e de cerca de 300 mil pessoas, entre autoridades oficiais e cidadãos anónimos. Nessa ocasião, esteve também presente a imagem original de Nossa Senhora de Fátima e foi feita a consagração de Portugal aos Sagrados Corações de Jesus e de Maria. O Papa João XXIII não esteve presente na cerimónia, mas enviou uma mensagem de rádio, que foi então transmitida. Na altura, o Cardeal Cerejeira afirmou que o monumento seria sempre um sinal de gratidão pelo dom da paz.

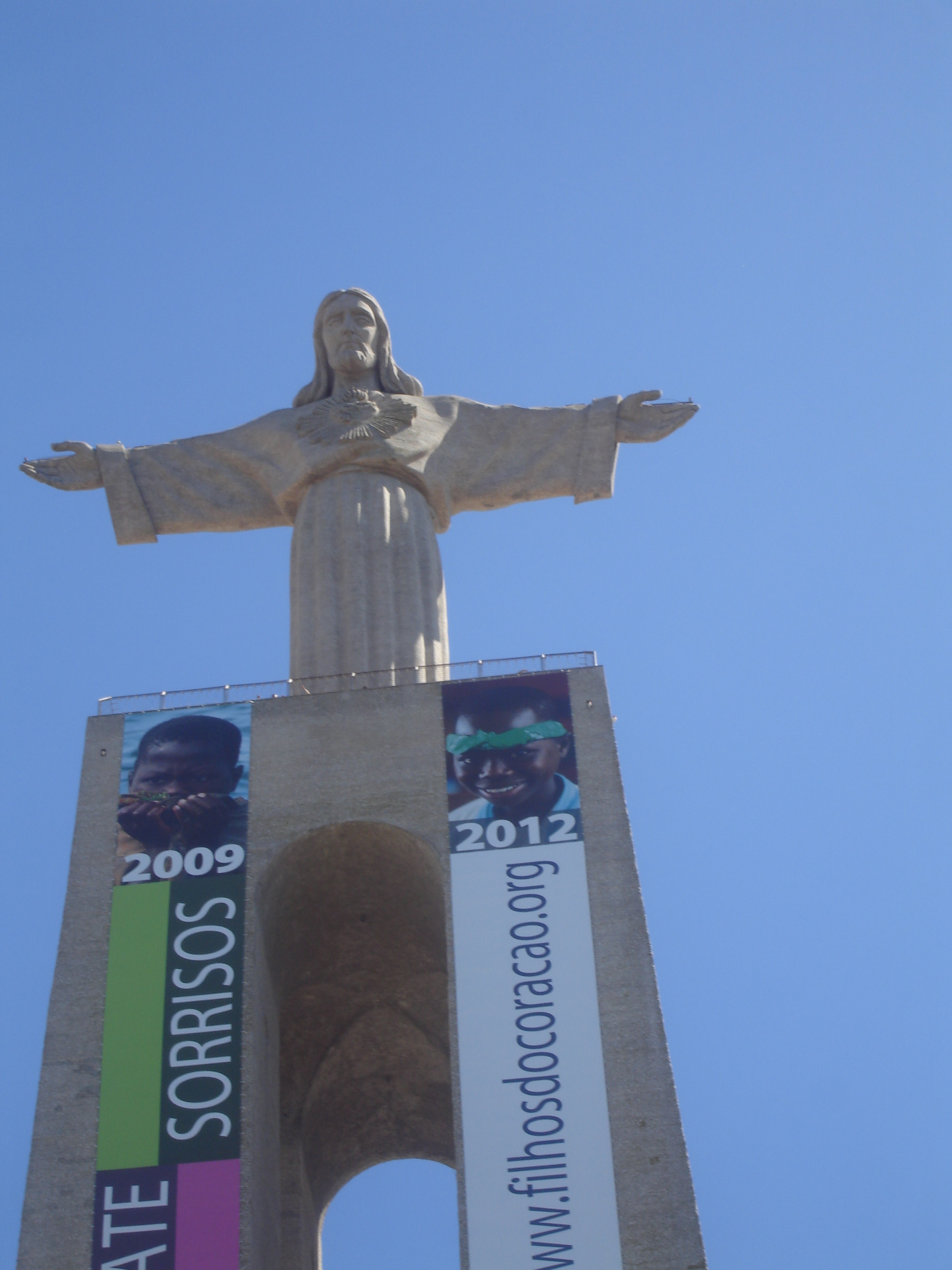
Ano 2012

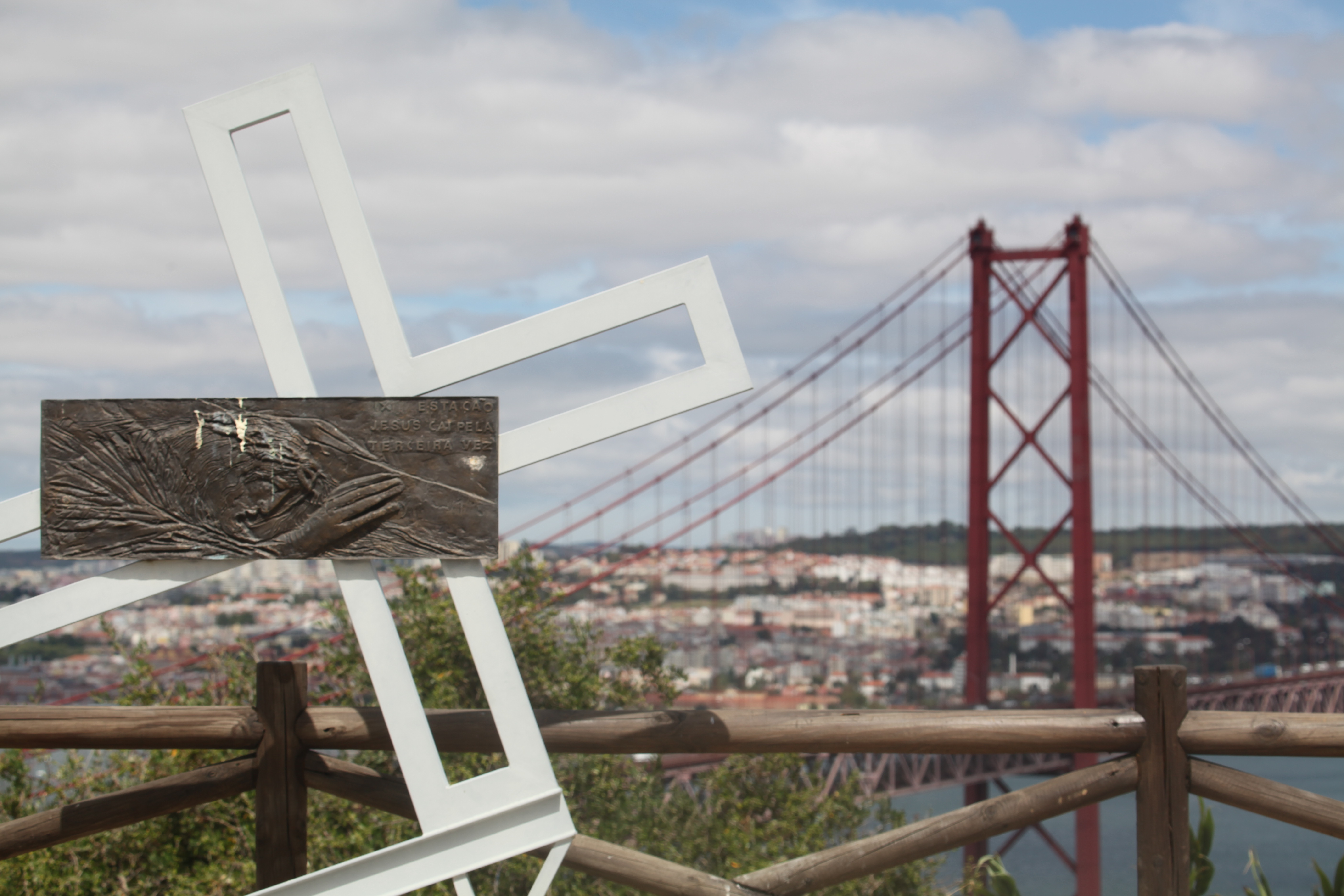
Estação da Via Sacra no Cristo Rei

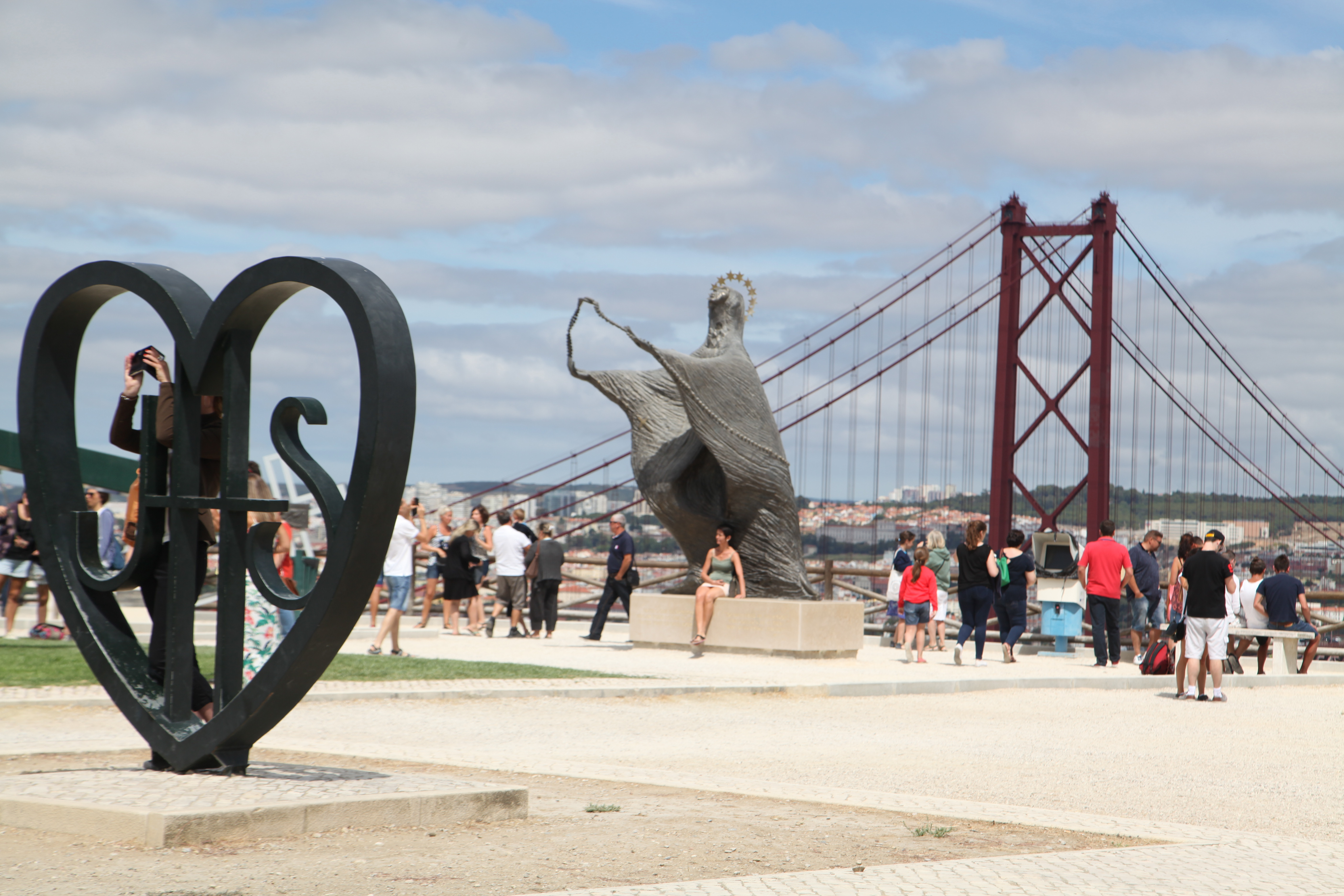
Recinto com estátua de Virgem Maria e vista para a Ponte 25 de Abril

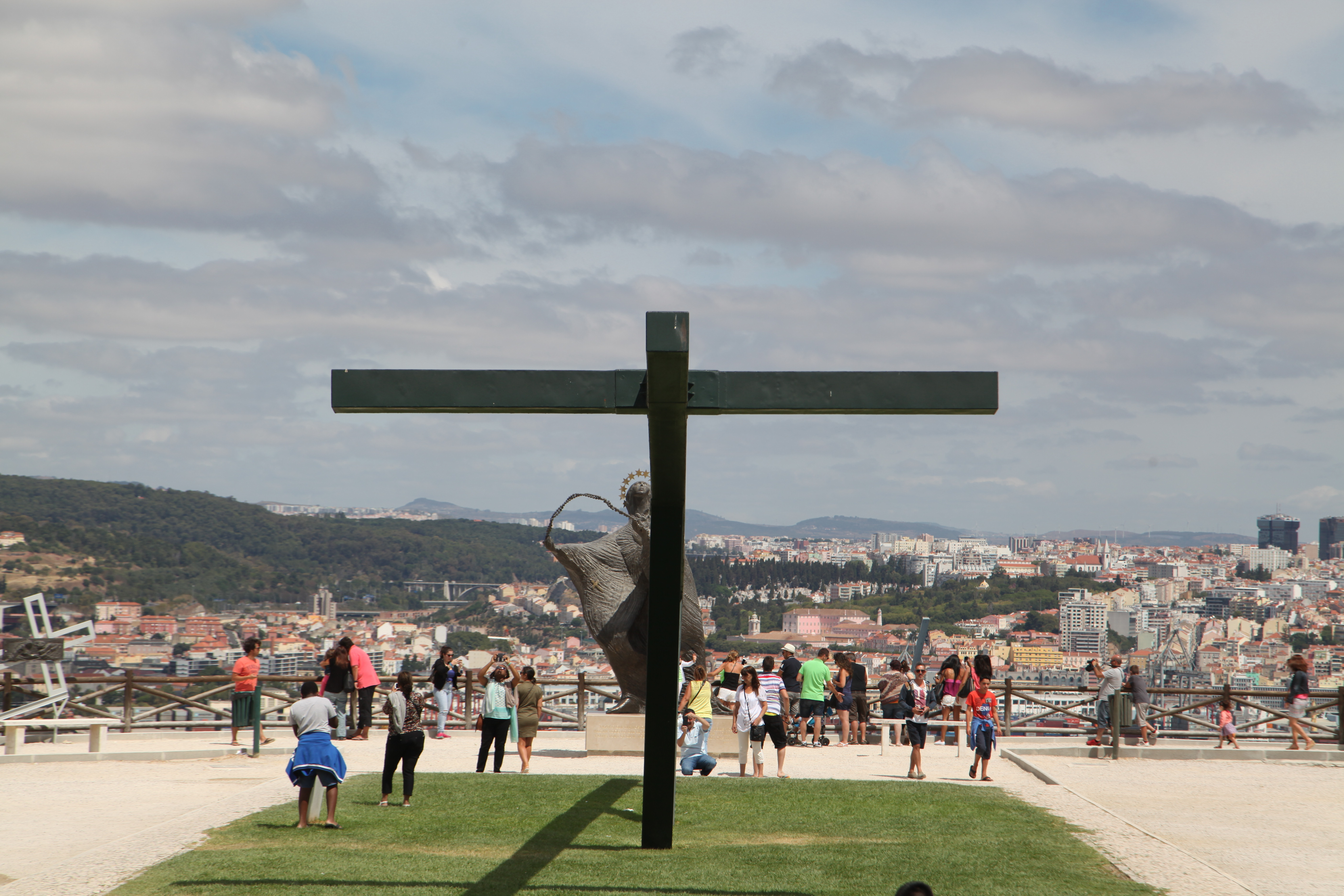
A Cruz Alta e a vista sobre Lisboa

A 25 de Abril de 1974, aqui ocuparam posições as tropas revoltosas da Escola Prática de Artilharia de Vendas Novas, com o objetivo de condicionar qualquer atividade das forças da Marinha fiéis ao regime, contra os revoltosos no Terreiro do Paço, o que se veio a verificar com a Fragata Gago Coutinho, não sendo porém necessário, recorrer às armas.

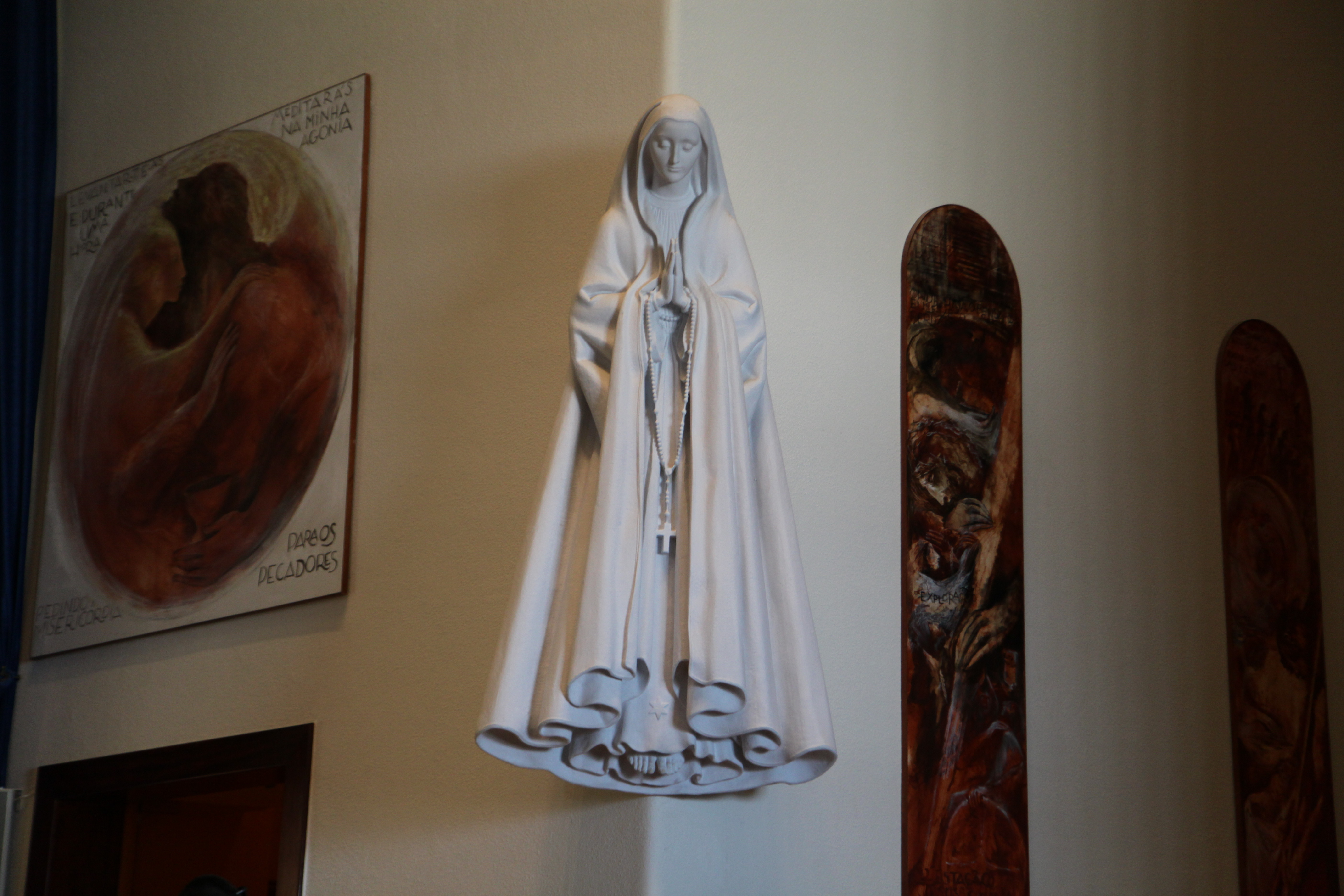
Estátua da Virgem Maria no interior da capela de Nossa Senhora da Paz

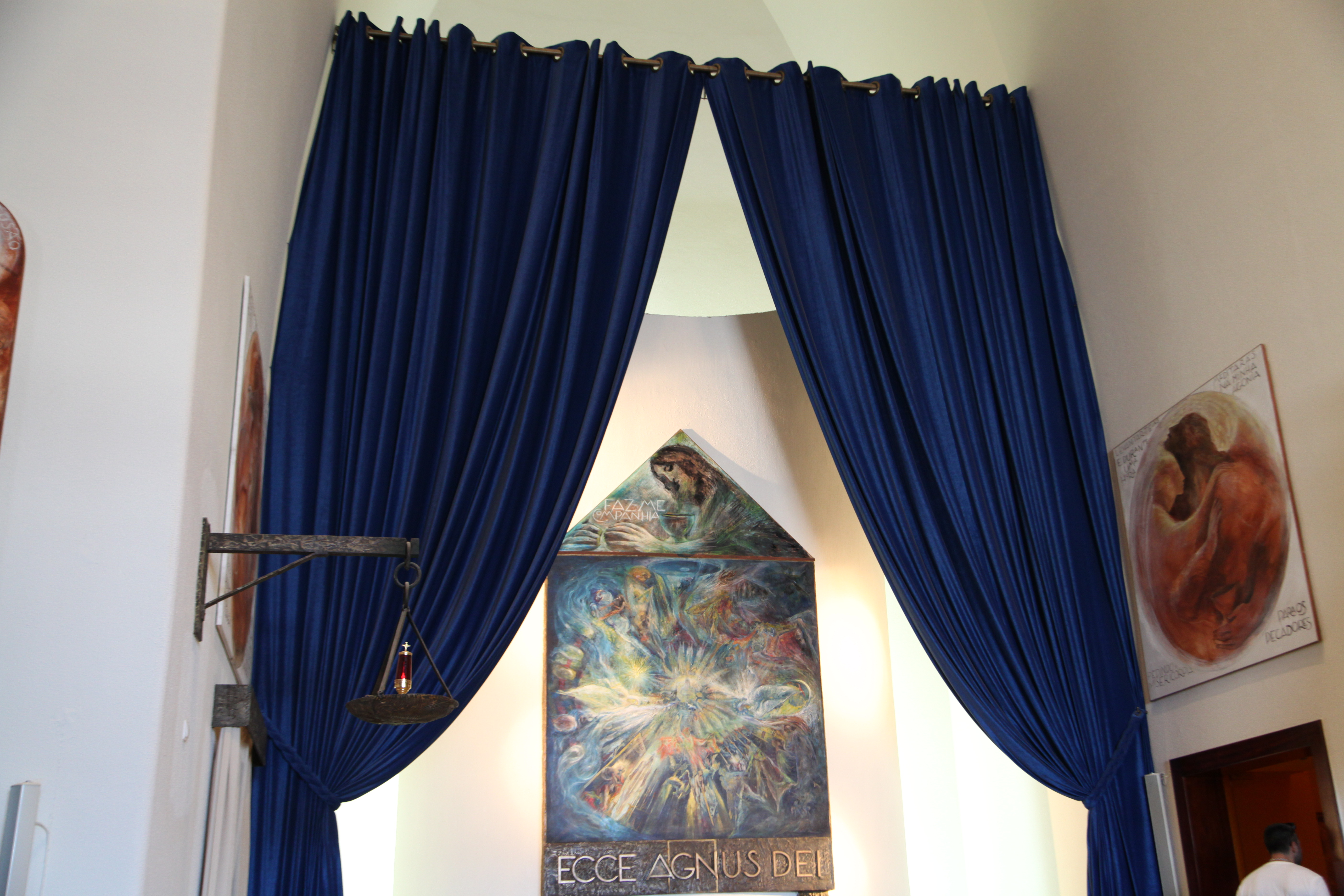
Altar do Santíssimo Sacramento no interior da capela da Senhora da Paz

Por altura da celebração do 25º aniversário, em 1984, foi aprovado um plano de ordenamento dos terrenos circundantes, do qual resultou a construção do edifício de acolhimento do Santuário hoje existente. Nesse edifício, funcionam ainda a reitoria e os serviços administrativos, possuindo o mesmo uma capela e diversas salas para exposições e reuniões.
Em 1999, a Diocese de Setúbal passou a tutelar o Santuário. Entre Maio de 2001 e 1 de Fevereiro de 2002, foi submetido a obras de restauro.
A 17 de Maio de 2007, foi inaugurada a chamada Sala Beato João XXIII, contendo 8 quadros inspirados pela encíclica Pax in Terris, da sua autoria. No mesmo dia, foi colocado diante do monumento a Cruz Alta, antigamente pertencente ao Santuário de Fátima, na sequência da construção da nova Basílica daquele local de peregrinação.
A 17 de Maio de 2009, para comemoração do Cinquentenário da inauguração do monumento, a imagem de Nossa Senhora presente na Capelinha das Aparições em Fátima tornou a estar presente no local e o Santuário Nacional de Cristo Rei e este recebeu os bispos portugueses e, ainda, as relíquias de Santa Margarida Maria Alacoque, a religiosa de Paray-le-Monial a quem Jesus revelou o seu Sagrado Coração. O Santo Padre Bento XVI associou-se a esta celebração enviando o seu Legado Pontifício, o cardeal Dom José Saraiva Martins, e leu uma mensagem no Angelus do dia 17 de Maio. Foi assinada a geminação entre o Santuário de Cristo Rei de Portugal e o de Cristo Redentor do Brasil.
Durante a sua visita apostólica a Portugal em Maio de 2010, o Papa Bento XVI não quis deixar de sobrevoar este importante santuário e monumento religioso de enorme estima para o povo português.
No dia 18 de Janeiro de 2013, a emissão de um Decreto por parte do Cardeal Dom Manuel Monteiro de Castro, Penitenciário-Mor do Tribunal da Penitenciária Apostólica, concedeu, com valor perpétuo, da parte de Sua Santidade o Papa Bento XVI, uma indulgência plenária aos fiéis que peregrinarem ao Santuário Nacional de Cristo Rei e cumpram as condições que lhe estão associadas.
No dia 9 de Junho de 2013, no seguimento da publicação de uma Nota Pastoral da Conferência Episcopal Portuguesa, foi efectuada no Santuário de Cristo Rei a celebração solene do 150.º aniversário do nascimento da Beata Maria do Divino Coração, condessa Droste zu Vischering e madre superiora do Convento das Irmãs do Bom Pastor do Porto, dado ter sido a pessoa responsável por ter influenciado o Papa Leão XIII a efectuar a consagração do Mundo ao Sagrado Coração de Jesus. Recorde-se que o próprio Papa Leão XIII chamou a essa consagração solene "o maior acto do meu pontificado". A celebração teve início na Igreja do Sagrado Coração de Jesus em Ermesinde, no dia 7 de Junho, na solenidade do Santíssimo Coração de Jesus, e foi presidida por Dom Manuel Clemente, o Bispo do Porto e Patriarca Eleito de Lisboa, terminando dois dias depois, a 9 de Junho, no próprio Santuário Nacional de Cristo Rei, com a benção de Dom Gilberto Canavarro dos Reis, o Bispo de Setúbal.

### Pequena réplica do santuário
Além deste Santuário de Cristo Rei, existe um outro, de menores dimensões, na vila de Oleiros, distrito de Castelo Branco. Situa-se na colina do Alto das Sesmarias, tem 15 metros de altura e pesa mais de 10 toneladas.
A escultura foi esculpida em granito na oficina do mestre Américo Viage Lima, no Portal do Ribeiro, Alfena, em Ermesinde, nos arredores do Porto. Idealizada no ano 2000 para assinalar a entrada no novo milénio. Na opinião do escultor, "é uma síntese idealizada entre o Cristo Rei de Almada, na margem Sul do Tejo, e o Corcovado, do Rio de Janeiro".
O monumento situa-se virado para a vila, no cimo de uma capelinha em forma de cubo com uma das fachadas em vidro, tem capacidade para acolher 30 pessoas no seu interior e permite marcar um momento importante da história da terra e do povo do concelho, como foi a entrada no segundo milénio.

## Capela dos Confidentes de Jesus
No alto do monumento encontra-se uma pequena capela dedicada aos confidentes do Sagrado Coração de Jesus e na qual existem, debaixo da mesa do altar, algumas relíquias desses mesmos confidentes: de São João Eudes, de Santa Margarida Maria Alacoque, de Santa Faustina Kowalska e da Beata Maria do Divino Coração Droste zu Vischering.

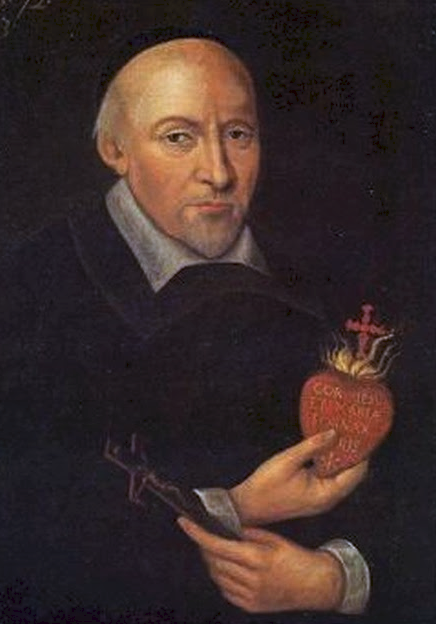
São João Eudes
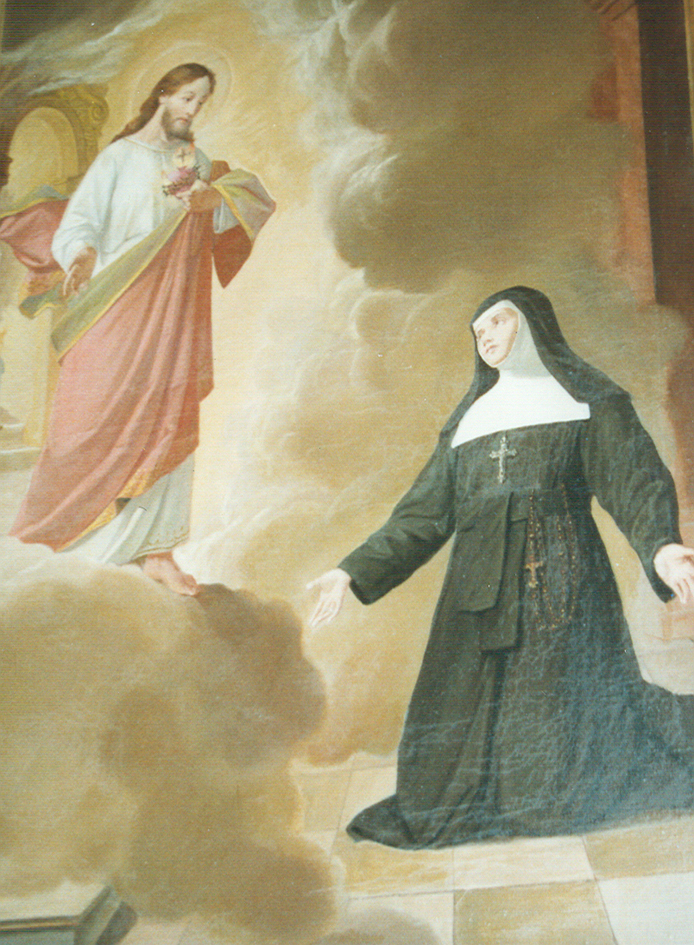
Santa Margarida Maria Alacoque
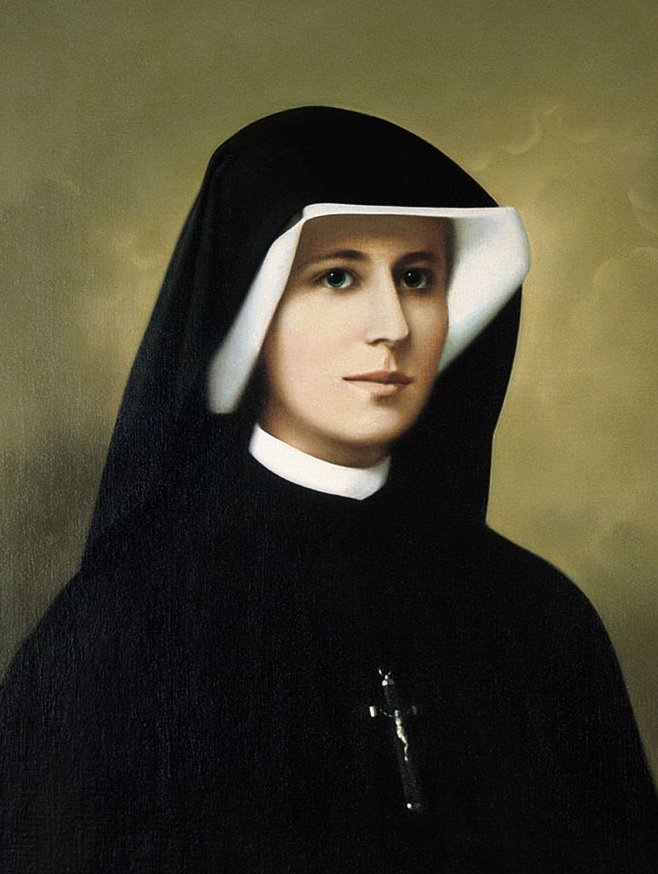
Santa Faustina Kowalska
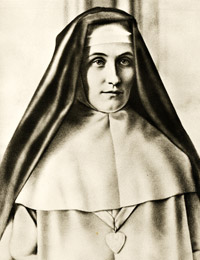
Beata Maria do Divino Coração

## Leituras recomendadas
- Alberto, Padre Sezinando (2009). Peregrinos de Cristo Rei de Almada. Lisboa: Paulus Editora
- Barbosa, Adérito Gomes (2009). Coração Grande: os valores da Paz, da Misericórdia e Cordialidade. Lisboa: Paulinas Editora
- Câmara, Maria João da (2009). Cristo-Rei: espiritualidade e História. Parede: Lucerna
- Perna, Ricardo, Rosa Reis, Estúdio Jardim, Maria Adelaide de Sousa Braz Santos e Arlindo Homem (2009). 50 Anos do Cristo Rei - Álbum Comemorativo. Lisboa: Paulus Editora